# Matsugoro Okuda

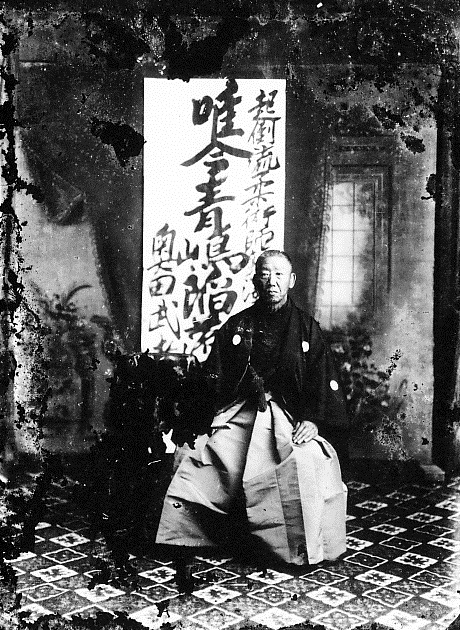
Okuda en 1918.

Matsugoro Okuda (奥田松五郎 Okuda Matsugoro?, 1854–1931) fue un maestro de jujutsu y judo japonés. Era enemigo de Jigoro Kano, a quien posiblemente precedió en la idea de fusionar múltiples estilos de jujutsu en una sola escuela, pero terminó uniéndose a él tras el establecimiento del judo como arte marcial dominante en Japón.

## Biografía
Okuda comenzó a entrenar en jujutsu durante su infancia, ya que su padre Yoshikatsu era dueño de un dojo. Primero aprendió el estilo Fukuno-ryū, pero más tarde se inició en las escuelas Kitō-ryū y Tenjin Shinyō-ryū, más populares, bajo la tutela de Takeshi Sawada. Apenas había entrado en la adolescencia cuando empezó a trabajar para los hatamoto del shogunato Tokugawa, para quienes ofició como una clase de espía recadero llamada renraku-gakari (連絡係 renraku-gakari?, "agente de contactos"). Sirvió directamente bajo el mando de Isami Kondo, y se dice que llegó a formar parte de los Shinsengumi, hasta el punto de que se rumoreó durante toda su vida que había participado en el asesinato de Ryoma Sakamoto en 1867, si bien no ha quedado probado. En 1868, el joven Okuda se unió a los Shōgitai y participó en la Guerra Boshin, a la que logró sobrevivir a pesar de la pérdida de toda su unidad en la Batalla de Ueno.
En 1876, Okuda tuvo la oportunidad de conocer nada menos a Saigō Takamori, el líder de sus enemigos en la Guerra Boshin. Al enterarse de que Okuda era un experto en jujutsu, Saigo decidió contratarle como instructor en su escuela samurái en Kagoshima. Sin embargo, este golpe de fortuna fue efímero, ya que entonces Saigo se vio implicado en la Rebelión Satsuma, lo que impulsó a Okuda a dimitir y mudarse a la lejana Yokohama. Más tarde, Okuda desplazó sus actividades en la enseñanza de jujutsu a Tokio, donde, en una notoria anécdota, se le convenció de participar en una contienda de lucha libre en 1879 contra un retador americano apellidado Grand. El combate, celebrado en la biblioteca del barón Eiichi Shibusawa, era un encuentro desigual, ya que la diferencia de peso entre los púgiles era tan onerosa que Okuda parecía un niño al lado de su oponente. Así y todo, el japonés venció, derribando al americano dos veces seguidas con ippon seoi nage y tomoe nage respectivamente. El mismo año, ayudado por la popularidad del desafío, Okuda abrió un dojo del estilo Kitō-ryū y comenzó a enseñar lucha cuerpo a cuerpo en varios cuerpos policiales de Japón, entre ellos la prestigiosa Policía Metropolitana de Tokio.
En 1884, compaginando con sus funciones en la policía, Okuda creó su propio estilo de jujutsu, llamado Okuda-ryū (奥田流 Okuda ryu?), que integraba todo su conocimiento de los estilos que conocía, junto algunos nuevos que se ocupó de investigar. Con esto aspiraba a integrar todas las técnicas de jujutsu de Japón, pero parece que nunca continuó con esta idea. En todo caso, en aquella época entrenó con miembros de varias escuelas, ninguna más importante que la Yoshin-ryū de Hikosuke Totsuka, la institución mayoritaria de jujutsu del país nipón, donde fue camarada de Morikichi Otake y el practicante de Tenjin Shinyō-ryū Daihachi Ichikawa. Estas alianzas tuvieron el irónico efecto de enfrentar a Okuda contra otro gran reformador del jujutsu, Jigoro Kano, cuya escuela Kodokan (sucursal de un arte que Kano llamaba "judo") estaba volviéndose infame en la comunidad marcial por su heterodoxia. En 1885, Ichikawa, Otake y Okuda realizaron un desafío o dojoyaburi en Kodokan, con el mismo Okuda ofreciéndose para combatir contra Shiro Saigo. Esta vez era el propio Okuda quien resultaba más corpulento que su contrincante, pero fue inesperadamente derrotado con facilidad por el judoka, que lo derribó repetidamente con koshi nage y deashi barai antes de finalizarlo con un contundente yama arashi. Okuda quedó inconsciente y tuvo que ser sacado en camilla.
Okuda no participó más en la rivalidad marcial entre Kodokan y Totsuka, y en 1893 se desplazó a la Prefectura de Iwate por invitación del gobernador Ichizo Hattori. Debido a ello, Okuda no estuvo entre los maestros de jujutsu a los que Kano reunió para inaugurar su departamento en el Dai Nippon Butoku Kai en 1895, pero parece que sí se unió más tarde, recibiendo el título de maestro de judo honorífico o judo hanshi (柔道範士?). En 1901, abrió un dojo de judo en la ciudad de Morioka, donde se volvió una presencia habitual en torneos y eventos mientras continuaba enseñando en comisarías y prisiones. Su elevado conocimiento del arte, aderezado con un toque personal, granjeó a sus técnicas el apodo de "sakki no waza" (殺気の技 sakki no waza?, "técnicas de asesinato"), posiblemente una referencia a su supuesta participación en los asesinatos del Shinsengumi.
Okuda tuvo una última participación histórica en 1903, cuando se enfrentó a un joven Kyuzo Mifune y le derrotó con cuatro lanzamientos seguidos. A pesar de ello, Okuda alabó el talento de Mifune y le aseguró que se volvería una leyenda del judo si entrenaban duro, y el tiempo le dio la razón. Posteriormente, Okuda se dedicó sólo a enseñar, convirtiéndose en el profesor del historiador marcial Fukuichiro Haruyama. Murió en su casa en 1931.